# Центр Азнавура
«Центр Азнавура» (в ряде публикаций ошибочно именуется как «Дом-музей Шарля Азнавура»), первый культурный проект Фонда Азнавура. Расположен в Ереване, на вершине холма Каскада.

## История
На презентации проекта Центра Азнавура присутствовали президент Франции Эмманюэль Макрон и президент Армении Армен Саркисян.

## Деятельность
В Центре Азнавурa проводятся образовательные и культурные мероприятия: концерты, выставки, конференции.

### Интерактивный музей
В 2021 году в Центре Азнавура откроется интерактивный музей, в 10 залах которого будут представлены самые значительные этапы жизни Шарля Азнавура от младенчества до всемирной известности. Вся история будет представлена самим артистом, благодаря аудио-гиду, записанному Азнавуром. Музейные залы будут также функциональными, и посетители смогут создать миксы песен, записаться в студии и т. д..

### Культурно-образовательный центр
Центр Азнавура также будет служить образовательным и культурным центром, специализирующимся на трех направлениях: кино, музыка и французский язык.

#### Преподавание французского языка
В Центре Азнавура будет проводиться обучение французского языка, где параллельно с традиционными методами обучения будет использоваться новый метод изучения французского языка, основанный на текстах песен Азнавура. Благодаря сотрудничеству с Французским институтом[каким?] будет создана богатая медиа библиотека.

## Галерея

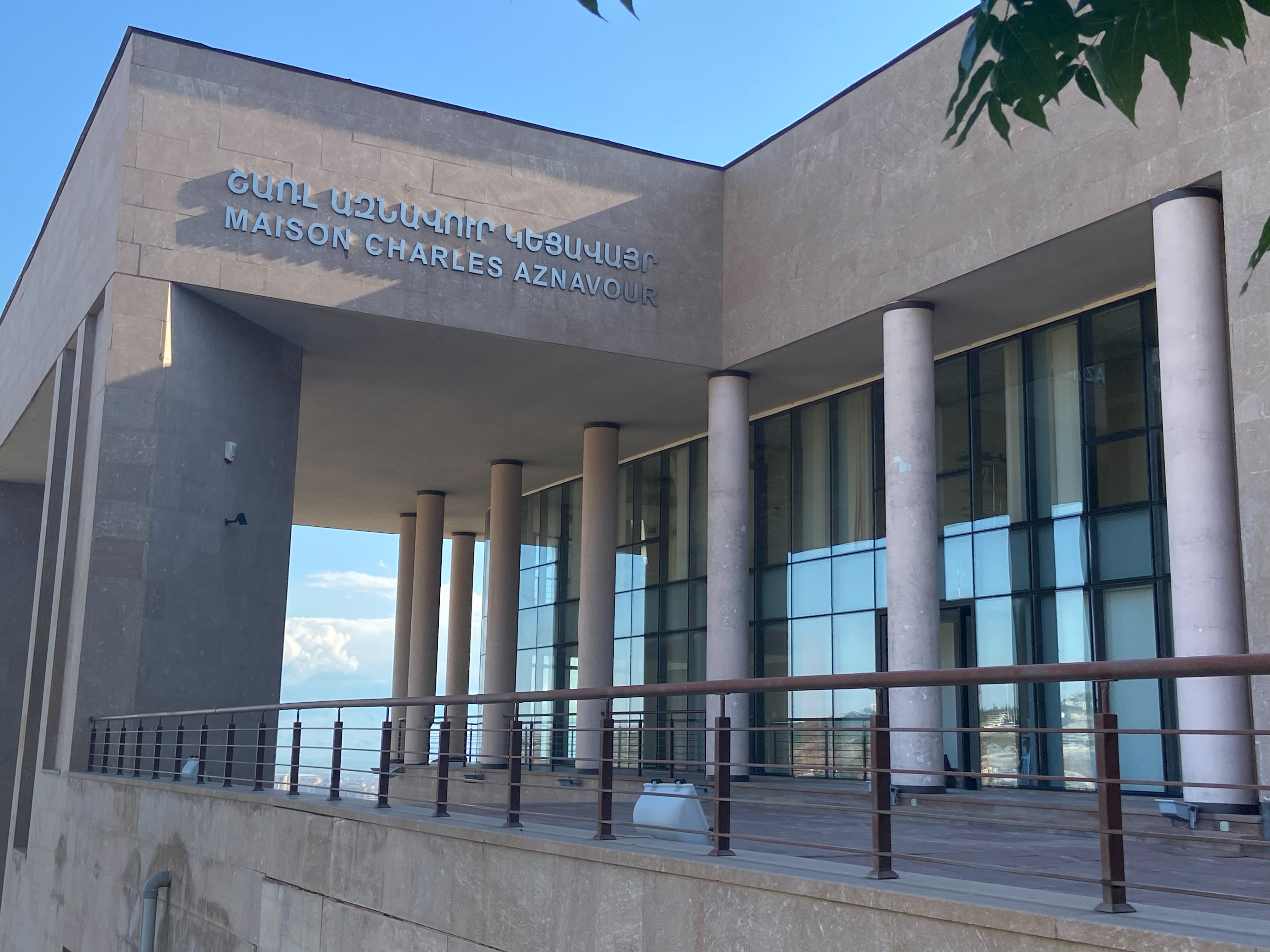
Здание Центра Азнавура
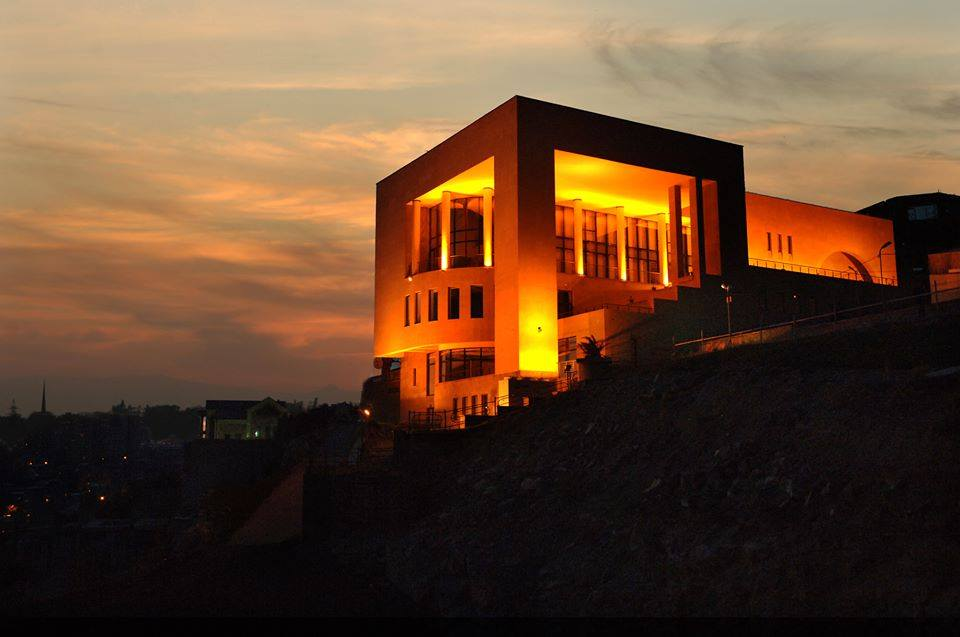
Здание Центра Азнавура вечером